# ГЕС-ГАЕС Тевла
ГЕС-ГАЕС Тевла — гідроелектростанція у центральній частині Норвегії, за сім десятків кілометрів на схід від Тронгейма. Знаходячись перед ГЕС Meråker, становить верхній ступінь гідровузла у сточищі річки Stjordalsvassdraget, яка впадає до Тронгейм-фіорду біля тронгеймського аеропорту.
Накопичення ресурсу для роботи гідроенергетичної схеми відбувається у водосховищі Fjergen, створеному на правій притоці Stjordalsvassdraget річці Kopperaa. Першу греблю на виході з існувавшого тут природного озера спорудили ще в 1880-х роках, а з 1917-го тут знаходилась вже третя за часом будівництва споруда висотою 11 метрів. На початку 1990-х три старі гідроелектростанції у сточищі  Stjordalsvassdraget загальною потужністю 19,7 МВт замінили новою схемою із двох ГЕС, при цьому Fjergen збільшили за допомогою чергової, четвертої греблі. Ця насипна споруда висотою 17 метрів утворила резервуар із площею поверхні 14,4 км2 та об'ємом 204 млн м3, в якому припустиме коливання рівня в операційному режимі між позначками 498 та 514 метрів НРМ.
Із Fjergen ресурс транспортується через прокладений по лівобережжю Kopperaa дериваційний тунель довжиною 6,5 км з перетином 28 м2, при цьому до нього також надходить додатковий ресурс із водозабору на струмку Litlaa, лівій притоці Kopperaa. Неподалік від завершення до головного приєднується бічний тунель довжиною близько 7 км, який прямує по правобережжю Stjordalsvassdraget і збирає ресурс з її приток — Skurdalsaa (та її правої притоки Сторбеккен), Storkjerringaa та Litlekjerringaa. Далі вода подається у підземний машинний зал, який має розміри  42х13 метрів при висоті 25 метрів. Відпрацьований ресурс по відвідному тунелю довжиною понад 1 км з перетином 28 м2 транспортується до з'єднання з головним дериваційним тунелем станції Meråker, котрий прямує від створеного на Stjordalsvassdraget водосховища Тевла (Gronbergdammen) з об'ємом 4,5 млн м3 та припустимим коливанням рівня між позначками 350 та 358,5 метра НРМ.
Основне обладнання станції становлять дві оборотні турбіни потужністю по 24,8 МВт у генераторному та 21,1 МВт у насосному режимах (останній використовується в період високої водності у Stjordalsvassdraget, коли відбувається закачування ресурсу із водосховища Тевла до Fjergen). Вони використовують напір у 165 метрів та за проєктом повинні виробляти 91 млн кВт·год електроенергії на рік (за винятком 47 млн кВт·год, потрібних для закачування води). Фактичне річне виробництво за період з введення в експлуатацію до 2010 року становило 107 млн кВт·год.